# AH19
AH19 là một con đường trong Mạng lưới đường cao tốc Châu Á chạy dài 459 km từ Nakhon Ratchasima đến Bangkok ở Thái Lan. Đường cao tốc này nối Nakhon Ratchasima với Bangkok qua thành phố cảng Laem Chabang.

## Thái Lan
Đoạn đường kết nối các thành phố Nakhon Ratchasima - Kabinburi -  Chonburi - Bangkok của Thái Lan.
- Đường 304 : Pru Yai (Nakhon Ratchasima) - Phanom Sarakham
- Đường 331 : Khao Hin Son - Nern Pha Suk
- Đường 7 : Cảng Lam Cha Bung -  Sri Nakarin Rd. (Bangkok)

## Đoạn giao nhau
AH12 Nakhon Ratchasima
 AH1 Kabinburi
 AH2 Bangkok